# Holleth
Holleth var en civil parish från 1866 till 1935 då den blev en del av Forton, i grevskapet Lancashire, i England. Civil parish var belägen 9 km från Lancaster och hade 30 invånare år 1931.